# Seznam památných stromů v okrese Mladá Boleslav
Toto je seznam památných stromů v okrese Mladá Boleslav, v němž jsou uvedeny památné stromy na území okresu Mladá Boleslav.
| Název                              | Obrázek | Umístění                                                         | Druh                                  | Obvod [v cm] | Kód wikidata      | Galerie                                                                                 | Poznámka |
| ---------------------------------- | ------- | ---------------------------------------------------------------- | ------------------------------------- | --- | ----------------- | --------------------------------------------------------------------------------------- | --- |
| Duby v Bělé                        |         | Bělá pod Bezdězem 50°30′18″ s. š., 14°47′55″ v. d.               | dub letní sloupovitý (2)              | & Chyba ve výrazu: Neočekávaný operátor / Chyba ve výrazu: Neočekávaný operátor / Chyba ve výrazu: Neočekávaný operátor / Chyba ve výrazu: Neočekávaný operátor / Chyba ve výrazu: Neočekávaný operátor / Chyba ve výrazu: Neočekávaný operátor / Chyba ve výrazu: Neočekávaný operátor / Chyba ve výrazu: Neočekávaný operátor / Chyba ve výrazu: Neočekávaný operátor / Chyba ve výrazu: Neočekávaný operátor / Chyba ve výrazu: Neočekávaný operátor / Chyba ve výrazu: Neočekávaný operátor / Chyba ve výrazu: Neočekávaný operátor / Chyba ve výrazu: Neočekávaný operátor / Chyba ve výrazu: Neočekávaný operátor / -1.0000-0 | 105531 Q26780182  |                                                                                         | V obci |
| Lípa na Jeteli                     |         | Bělá pod Bezdězem 50°29′50″ s. š., 14°48′56″ v. d.               | lípa malolistá                        | 518 | 103789 Q26788852  |                                                                                         | Jihovýchodně od zámku směrem na Panin dvůr, v lokalitě "Na Jeteli" – na vrcholu svahu vedle cesty |
| Lípa před starou školou            |         | Bělá pod Bezdězem 50°30′13″ s. š., 14°48′1″ v. d.                | lípa velkolistá                       | 310 | 103781 Q26788769  | Kategorie „Lime in Bělá pod Bezdězem“ na Wikimedia Commons                              | Před starou školou v Tyršově ulici |
| Lípa u Koníčka                     |         | Bělá pod Bezdězem 50°30′1″ s. š., 14°48′37″ v. d.                | lípa malolistá                        | 340 | 103790 Q26788853  |                                                                                         | Na kraji porostu ve svahu u restaurace Koníček |
| Lípa u Lauermanova Mlýna           |         | Bělá pod Bezdězem 50°30′3″ s. š., 14°48′36″ v. d.                | lípa velkolistá                       | 399 | 105907 Q26790528  |                                                                                         | V ulici Zámecká na travnaté ploše v blízkosti bývalého mlýnského náhonu |
| Šácholan v Bělé pod Bezdězem       |         | Bělá pod Bezdězem 50°30′12″ s. š., 14°48′1″ v. d.                | šácholan přišpičatělý                 | 210 | 103796 Q26788859  | Kategorie „Magnolia in Bělá pod Bezdězem“ na Wikimedia Commons                          | U kláštera Augustiniánů v Tyršově ulici |
| Jinan u zámku                      |         | Nové Benátky 50°17′30″ s. š., 14°49′25″ v. d.                    | jinan dvoulaločný                     | 343 | 103791 Q26788855  |                                                                                         | U zámku v zahradě u čp. 172 |
| Mahalebka pod zámkem               |         | Nové Benátky 50°17′26″ s. š., 14°49′16″ v. d.                    | višeň turecká                         | 240 | 103793 Q26788856  |                                                                                         | V parku pod zámkem |
| Buk lesní v podzámeckém parku      |         | Benátky nad Jizerou 50°17′26″ s. š., 14°49′10″ v. d.             | buk lesní                             | 242 | 106020 Q26790630  |                                                                                         | V zalesněném parku v blízkosti zámku, stadionu, bývalého letního kina a zpevněné písčité cyklostezky |
| Lípy u křížku v Bezdědicích        |         | Bezdědice 50°28′55″ s. š., 14°42′13″ v. d.                       | lípa malolistá (2)                    | & Chyba ve výrazu: Neočekávaný operátor / Chyba ve výrazu: Neočekávaný operátor / Chyba ve výrazu: Neočekávaný operátor / Chyba ve výrazu: Neočekávaný operátor / Chyba ve výrazu: Neočekávaný operátor / Chyba ve výrazu: Neočekávaný operátor / Chyba ve výrazu: Neočekávaný operátor / Chyba ve výrazu: Neočekávaný operátor / Chyba ve výrazu: Neočekávaný operátor / Chyba ve výrazu: Neočekávaný operátor / Chyba ve výrazu: Neočekávaný operátor / Chyba ve výrazu: Neočekávaný operátor / Chyba ve výrazu: Neočekávaný operátor / Chyba ve výrazu: Neočekávaný operátor / Chyba ve výrazu: Neočekávaný operátor / -1.0000-0 | 103770 Q26780173  | Kategorie „Lípa malolistá (Bezdědice, u křížku)“ na Wikimedia Commons                   | V zatáčce před obcí u křížku |
| Lípy v Bezdědicích                 |         | Bezdědice 50°29′2″ s. š., 14°41′48″ v. d.                        | lípa malolistá (2)                    | & Chyba ve výrazu: Neočekávaný operátor / Chyba ve výrazu: Neočekávaný operátor / Chyba ve výrazu: Neočekávaný operátor / Chyba ve výrazu: Neočekávaný operátor / Chyba ve výrazu: Neočekávaný operátor / Chyba ve výrazu: Neočekávaný operátor / Chyba ve výrazu: Neočekávaný operátor / Chyba ve výrazu: Neočekávaný operátor / Chyba ve výrazu: Neočekávaný operátor / Chyba ve výrazu: Neočekávaný operátor / Chyba ve výrazu: Neočekávaný operátor / Chyba ve výrazu: Neočekávaný operátor / Chyba ve výrazu: Neočekávaný operátor / Chyba ve výrazu: Neočekávaný operátor / Chyba ve výrazu: Neočekávaný operátor / -1.0000-0 | 103771 Q26780175  | Kategorie „Lípa malolistá (Bezdědice, na návsi)“ na Wikimedia Commons                   | V obci na návsi za obchodem |
| Hlošina v Bezně †                  |         | Bezno 50°22′3″ s. š., 14°47′51″ v. d.                            | hlošina úzkolistá                     | 245 | 103816 Q26788876  | Kategorie „Hlošina v Bezně“ na Wikimedia Commons                                        | Jednostranná koruna, která je do silnice seřezávaná. na zahradě domu čp. 75, u silnice Mladá Boleslav-Mělník. Statut zrušen z důvodu silného napadení hnilobou. |
| Lípa v Bosni                       |         | Boseň 50°30′33″ s. š., 15°1′31″ v. d.                            | lípa malolistá                        | 795 | 103849 Q11874604  | Kategorie „Lime in Boseň“ na Wikimedia Commons                                          | Za družstevním kravínem v Bosni pod hradem Valečov. Nejmohutnější strom CHKO Český ráj a středních Čech. Strom má tři hlavní větve, v koruně jsou stažené, koruna je mohutná, kmen dutý. |
| Dub v obci Branžež                 |         | Branžež 50°30′14″ s. š., 15°4′23″ v. d.                          | dub zimní                             | 420 | 106091 Q26790752  | Kategorie „Dub v obci branžež“ na Wikimedia Commons                                     | Na jižním konci hráze Komárovského rybníka |
| Lípa u Horů na Branžeži            |         | Branžež 50°30′13″ s. š., 15°4′22″ v. d.                          | lípa srdčitá                          | 415 |                   | Kategorie „Lípa u Horů na Branžeži“ na Wikimedia Commons                                | Za plotem čp. 40 |
| Dub u Jizery                       |         | Brodce 50°19′32″ s. š., 14°51′34″ v. d.                          | dub letní                             | 448 | 105969 Q26790592  | Kategorie „Dub u Jizery“ na Wikimedia Commons                                           | Na louce na levém břehu Jizery v blízkosti pěší cesty vedoucí z Brodce do obce Horky |
| Jerlín v Brodcích                  |         | Brodce 50°19′48″ s. š., 14°52′22″ v. d.                          | jerlín japonský                       | 334 | 105970 Q26790593  | Kategorie „Jerlín v Brodcích“ na Wikimedia Commons                                      | V malém parčíku za památníkem v okrajové části obce mezi Dobrovickou ulicí a Drahelkou |
| Dub u Oběšence                     |         | Březina u Mnichova Hradiště 50°32′18″ s. š., 15°2′54″ v. d.      | dub letní                             | 580 | 103765 Q26788754  | Kategorie „Dub u Oběšence“ na Wikimedia Commons                                         | Na pasece za rybníkem Oběšenec. V listopadu 2000 byl proveden zdravotní řez, byly odstraněny suché větve. 2004 - velmi pěkný strom s terminálním kmenem, spodní větve jsou poškozené. |
| Duby v Březince                    |         | Březinka pod Bezdězem 50°28′37″ s. š., 14°46′42″ v. d.           | dub letní (4)                         | & Chyba ve výrazu: Neočekávaný operátor / Chyba ve výrazu: Neočekávaný operátor / Chyba ve výrazu: Neočekávaný operátor / Chyba ve výrazu: Neočekávaný operátor / Chyba ve výrazu: Neočekávaný operátor / Chyba ve výrazu: Neočekávaný operátor / Chyba ve výrazu: Neočekávaný operátor / Chyba ve výrazu: Neočekávaný operátor / Chyba ve výrazu: Neočekávaný operátor / Chyba ve výrazu: Neočekávaný operátor / Chyba ve výrazu: Neočekávaný operátor / Chyba ve výrazu: Neočekávaný operátor / Chyba ve výrazu: Neočekávaný operátor / Chyba ve výrazu: Neočekávaný operátor / Chyba ve výrazu: Neočekávaný operátor / -1.0000-0 | 103772 Q26780176  |                                                                                         | V obci u rybníka u bývalého hostince |
| Lípy u statku v Březince †         |         | Březinka pod Bezdězem 50°28′44″ s. š., 14°46′34″ v. d.           | lípa malolistá (2)                    | & Chyba ve výrazu: Neočekávaný operátor / Chyba ve výrazu: Neočekávaný operátor / Chyba ve výrazu: Neočekávaný operátor / Chyba ve výrazu: Neočekávaný operátor / Chyba ve výrazu: Neočekávaný operátor / Chyba ve výrazu: Neočekávaný operátor / Chyba ve výrazu: Neočekávaný operátor / Chyba ve výrazu: Neočekávaný operátor / Chyba ve výrazu: Neočekávaný operátor / Chyba ve výrazu: Neočekávaný operátor / Chyba ve výrazu: Neočekávaný operátor / Chyba ve výrazu: Neočekávaný operátor / Chyba ve výrazu: Neočekávaný operátor / Chyba ve výrazu: Neočekávaný operátor / Chyba ve výrazu: Neočekávaný operátor / -1.0000-0 | 103774 Q26780179  | Kategorie „Lípy malolisté u brány statku v Březince pod Bezdězem“ na Wikimedia Commons  | V obci u brány statku na návsi |
| Lípy v Březince                    |         | Březinka pod Bezdězem 50°28′42″ s. š., 14°46′36″ v. d.           | lípa malolistá (2)                    | & Chyba ve výrazu: Neočekávaný operátor / Chyba ve výrazu: Neočekávaný operátor / Chyba ve výrazu: Neočekávaný operátor / Chyba ve výrazu: Neočekávaný operátor / Chyba ve výrazu: Neočekávaný operátor / Chyba ve výrazu: Neočekávaný operátor / Chyba ve výrazu: Neočekávaný operátor / Chyba ve výrazu: Neočekávaný operátor / Chyba ve výrazu: Neočekávaný operátor / Chyba ve výrazu: Neočekávaný operátor / Chyba ve výrazu: Neočekávaný operátor / Chyba ve výrazu: Neočekávaný operátor / Chyba ve výrazu: Neočekávaný operátor / Chyba ve výrazu: Neočekávaný operátor / Chyba ve výrazu: Neočekávaný operátor / -1.0000-0 | 103775 Q26780180  | Kategorie „Lípy malolisté ve středu návsi v Březince pod Bezdězem“ na Wikimedia Commons | V obci na návsi u hasičské zbrojnice |
| Lípa u Mejzrů v Březince           |         | Březinka pod Bezdězem 50°28′44″ s. š., 14°46′32″ v. d.           | lípa malolistá                        | 353 | 103773 Q26788763  |                                                                                         | V obci na návsi (u Mejzrů) |
| Dub u lesní správy                 |         | Březno u Mladé Boleslavi 50°24′8″ s. š., 15°2′28″ v. d.          | dub letní                             | 510 | 103783 Q26788780  | Kategorie „Dub u lesní správy“ na Wikimedia Commons                                     | Na dvoře lesní správy, před odbočkou na Lhotky |
| Dub na Zájezdech                   |         | Buda 50°28′29″ s. š., 14°58′49″ v. d.                            | dub letní                             | 641 | 103776 Q26788765  | Kategorie „Dub letní v Budě“ na Wikimedia Commons                                       | 70 m od silnice Horka – Násedlnice, sev. od osady Zájezdy u Horky. 2004 - solitérní strom s nízkou a širokou korunou, nízký kmen je v rozvětvení prasklý, rozděluje se na tři hlavní větve. |
| Buk lesní v Čachovicích            |         | Čachovice 50°16′15″ s. š., 14°56′59″ v. d.                       | buk lesní                             | 322 | 106519            |                                                                                         | Na okraji intravilánu obce Čachovice, severně od stromu jsou budovy, západním směrem je kolejiště a východním směrem je odstavná, částečně zpevněná plocha. |
| Křemelák u Jizery v Čejetičkách    |         | Čejetice 50°24′18″ s. š., 14°53′10″ v. d.                        | dub letní                             | 457 | 106100 Q26790772  |                                                                                         | Na okraji pozemku č. 368/1, na hraně svažující se k řece Jizeře. Výška koruny 17 m. Šířka koruny 28 m, stáří odhadováno na 200 let |
| Buk v Dobrovici                    |         | Dobrovice 50°22′4″ s. š., 14°57′25″ v. d.                        | buk lesní                             | 270 | 105570 Q26790145  |                                                                                         | V parčíku mezi ulicemi Čs. armády, Václavská, Husova Smetanova a Sládečkova |
| Dobrovický nahovětvec †            |         | Dobrovice 50°22′5″ s. š., 14°57′46″ v. d.                        | nahovětvec dvoudomý                   | 230 | 105569 Q26790144  |                                                                                         | V parčíku uprostřed města. Ochrana zrušena 23. července 2024. |
| Jasan ztepilý v Dolním Bousově     |         | Dolní Bousov 50°26′50″ s. š., 15°7′50″ v. d.                     | jasan ztepilý                         | 400 | 106483            |                                                                                         | Na okraji průmyslového areálu |
| Topol bílý v Dolním Bousově        |         | Dolní Bousov 50°26′50″ s. š., 15°7′47″ v. d.                     | topol bílý                            | 400 | 106484            |                                                                                         | Na okraji průmyslového areálu parc. č. 1243/5 |
| Lípa u Dolní Krupé                 |         | Dolní Krupá u Mnichova Hradiště 50°32′30″ s. š., 14°51′36″ v. d. | lípa malolistá                        | 550 | 103778 Q26788767  | Kategorie „Lípa u Dolní Krupé“ na Wikimedia Commons                                     | 2004 kmen má od země velkou otevřenou dutinu. u silnice z Dolní Krupé k Radechovu. |
| Lípy v Dolní Krupé                 |         | Dolní Krupá u Mnichova Hradiště 50°32′30″ s. š., 14°51′36″ v. d. | lípa malolistá (11)                   | & Chyba ve výrazu: Neočekávaný operátor / Chyba ve výrazu: Neočekávaný operátor / Chyba ve výrazu: Neočekávaný operátor / Chyba ve výrazu: Neočekávaný operátor / Chyba ve výrazu: Neočekávaný operátor / Chyba ve výrazu: Neočekávaný operátor / Chyba ve výrazu: Neočekávaný operátor / Chyba ve výrazu: Neočekávaný operátor / Chyba ve výrazu: Neočekávaný operátor / Chyba ve výrazu: Neočekávaný operátor / Chyba ve výrazu: Neočekávaný operátor / Chyba ve výrazu: Neočekávaný operátor / Chyba ve výrazu: Neočekávaný operátor / Chyba ve výrazu: Neočekávaný operátor / Chyba ve výrazu: Neočekávaný operátor / -1.0000-0 | 103795 Q26780239  | Kategorie „Pět lip srdčitých (Dolní Krupá)“ na Wikimedia Commons                        | Před farou, původní počet chráněných lip byl v důsledku jejich postupné likvidace redukován z 11 na 5 (rozhodnutí OŽP MěÚ Mnichovo Hradiště z 9. 7. 2024) |
| Lípa nad Špitálním vrchem          |         | Dolní Krupá u Mnichova Hradiště 50°32′37″ s. š., 14°52′28″ v. d. | lípa malolistá                        | 345 | 106530            |                                                                                         | Krajinná dominanta vévodící nad částí krupského údolí. |
| Štěpánovská lípa                   |         | Dolní Slivno 50°18′29″ s. š., 14°43′57″ v. d.                    | lípa malolistá                        | 330 | 105566 Q26790141  | Kategorie „Štěpánovská lípa“ na Wikimedia Commons                                       | V obci na návsi v blízkosti cesty a vstupní brány do dvora usedlosti. Vysazen roku 1848 Václavem Štěpánem. |
| Břečťan v zámeckém parku †         |         | Domousnice 50°23′35″ s. š., 15°6′33″ v. d.                       | břečťan popínavý                      | 88 | 103814 Q26788874  |                                                                                         | Ve středu parku. U břečťanu byl změřen obvod nejsilnějšího kmínku,ten má na bázi svrchu otevřené dutiny. Jasan na kterém roste má obvod 330 cm (měřeno 29.3.2012), jedná se však cca o polovinu původního - jedna z kosterních větví se odlomila i s částí kmene, výška jasanu 32 m, výška jeho koruny 25 m, břečťan jasan téměř celý pokrývá, je vitální. Ochrana zrušena 26. června 2024. |
| Buk v zámeckém parku               |         | Domousnice 50°23′36″ s. š., 15°6′34″ v. d.                       | buk lesní                             | 448 | 105568 Q26790143  |                                                                                         | V zámeckém parku. Dvoják s tlakovým větvením, v kmeni menší dutiny po uřezaných větvích. |
| Dub u zámečku v Domousnici         |         | Domousnice 50°23′32″ s. š., 15°6′35″ v. d.                       | dub letní                             | 570 | 103799 Q26788863  | Kategorie „Dub u zámečku v Domousnici“ na Wikimedia Commons                             | Ve svahu vedle cesty u zámečku |
| Lípa u zámečku                     |         | Domousnice 50°23′32″ s. š., 15°6′36″ v. d.                       | lípa malolistá                        | 630 | 103815 Q26788875  |                                                                                         | Ve svahu vedle cesty u zámečku. Dvoják, změřen obvod obou kosterních větví ve 130 cm výšky kmene - při pohledu od cesty P 321 cm, L 384 cm (29.3.2012), pata kmene obrostlá výmladky. |
| Lípa v Domousnici                  |         | Domousnice 50°23′34″ s. š., 15°6′30″ v. d.                       | lípa malolistá                        | 315 | 105567 Q26790142  | Kategorie „Lípa v Domousnici“ na Wikimedia Commons                                      | Na nádvoří zámku. Vitální sekundární koruna, část výhonů odstraněna. |
| Dub letní v Horkách                |         | Horky nad Jizerou 50°19′44″ s. š., 14°51′14″ v. d.               | dub letní                             | 500 | 103784 Q26788796  | Kategorie „Dub letní v Horkách“ na Wikimedia Commons                                    | Pod silnicí na Chotětov a cyklistickou trasou 8151, v zahradě domu čp. 105. Perspektivní jedinec, s typickým habitem. OS (1995) zdrav.řez, vazba, ošetření poranění. |
| Lípa v Horní Rokyté                |         | Horní Rokytá 50°34′9″ s. š., 14°51′41″ v. d.                     | lípa malolistá                        | 632 | 106089 Q26790746  |                                                                                         | V obci na travnatém ploše za domem čp. 16. V koruně je intaktována vazba (úžlabí s dutinou a jednostrannou prasklinou). |
| Dub u Jabkenického potoka          |         | Jabkenice 50°19′20″ s. š., 15°0′54″ v. d.                        | dub letní                             | 439 | 106014 Q26790623  |                                                                                         | V blízkosti levého ramene Jabkenického potoka. Vysoký kmen, zdravý strom,na bázi koruny směrem k vodoteči několik suchých větví. |
| Jabkenické maďaly                  |         | Jabkenice 50°19′29″ s. š., 15°0′49″ v. d.                        | jírovec maďal (2)                     | & Chyba ve výrazu: Neočekávaný operátor / Chyba ve výrazu: Neočekávaný operátor / Chyba ve výrazu: Neočekávaný operátor / Chyba ve výrazu: Neočekávaný operátor / Chyba ve výrazu: Neočekávaný operátor / Chyba ve výrazu: Neočekávaný operátor / Chyba ve výrazu: Neočekávaný operátor / Chyba ve výrazu: Neočekávaný operátor / Chyba ve výrazu: Neočekávaný operátor / Chyba ve výrazu: Neočekávaný operátor / Chyba ve výrazu: Neočekávaný operátor / Chyba ve výrazu: Neočekávaný operátor / Chyba ve výrazu: Neočekávaný operátor / Chyba ve výrazu: Neočekávaný operátor / Chyba ve výrazu: Neočekávaný operátor / -1.0000-0 | 103847 Q26780213  | Kategorie „Dva jírovce maďaly v Jabkenicích“ na Wikimedia Commons                       | U zvonice na návsi |
| Jabkenický dub                     |         | Jabkenice 50°19′19″ s. š., 15°1′5″ v. d.                         | dub letní                             | 468 | 103846 Q26788896  | Kategorie „Jabkenický dub“ na Wikimedia Commons                                         | Před vchodem do Jabkenické obory nedaleko Památníku Bedřicha Smetany. Mohutný strom s korunou rozvinutou převážně jedním směrem díky růstu v blízkosti lesního porostu, směrem k nemovitosti odstraněné spodní větve, okraje ran kalusují, svrchní strany silných větví pokryté mechem. |
| Jírovec u Boží Vody                |         | Jemníky u Mladé Boleslavi 50°23′40″ s. š., 14°56′59″ v. d.       | jírovec maďal                         | 354 | 105565 Q26790140  | Kategorie „Jírovec u Boží Vody“ na Wikimedia Commons                                    | Na okraji lesního komplexu v blízkosti komunikace mezi obcí Jemníky a Dobrovicí v lokalitě Boží voda |
| Jivinská lípa †                    |         | Jivina 50°33′12″ s. š., 14°57′2″ v. d.                           | lípa malolistá                        | 495 | 103845            |                                                                                         | Ochrana památného stromu byla zrušena 23.01.2019 |
| Lípa na Stranově                   |         | Jizerní Vtelno 50°22′22″ s. š., 14°51′16″ v. d.                  | lípa velkolistá                       | 484 | 103841 Q26788893  | Kategorie „Lípa velkolistá na Stránově“ na Wikimedia Commons                            | Nádvoří zámku Stránov |
| Platany ve Stránově                |         | Jizerní Vtelno 50°22′22″ s. š., 14°51′16″ v. d.                  | platan západní (12)                   | & Chyba ve výrazu: Neočekávaný operátor / Chyba ve výrazu: Neočekávaný operátor / Chyba ve výrazu: Neočekávaný operátor / Chyba ve výrazu: Neočekávaný operátor / Chyba ve výrazu: Neočekávaný operátor / Chyba ve výrazu: Neočekávaný operátor / Chyba ve výrazu: Neočekávaný operátor / Chyba ve výrazu: Neočekávaný operátor / Chyba ve výrazu: Neočekávaný operátor / Chyba ve výrazu: Neočekávaný operátor / Chyba ve výrazu: Neočekávaný operátor / Chyba ve výrazu: Neočekávaný operátor / Chyba ve výrazu: Neočekávaný operátor / Chyba ve výrazu: Neočekávaný operátor / Chyba ve výrazu: Neočekávaný operátor / -1.0000-0 | 103827 Q26780211  | Kategorie „Platany ve Stránově“ na Wikimedia Commons                                    | U vodní nádrže na nádvoří zámku Stránov u žlutě značené turistické stezky. V současnosti chráněno 9 z původních 12 stromů. |
| Robotní lípa u Jizerního Vtelna    |         | Jizerní Vtelno 50°21′46″ s. š., 14°50′18″ v. d.                  | lípa malolistá                        | 534 | 103794 Q26788857  |                                                                                         | V poli nad silnici směrem na Chotětov zaszena 1848 při zrušení roboty |
| Buk v Josefově Dole †              |         | Josefův Důl u Mladé Boleslavi 50°27′16″ s. š., 14°53′36″ v. d.   | buk lesní převislý                    | 350 | 104363            |                                                                                         | Parková úprava v obci. |
| Liliovník v Josefově Dole          |         | Josefův Důl u Mladé Boleslavi 50°27′22″ s. š., 14°53′42″ v. d.   | liliovník tulipánokvětý               | 240 | 104361 Q26789254  | Kategorie „Liliovník tulipánokvětý v Josefově Dole“ na Wikimedia Commons                | Parková úprava v obci, již na soukromém pozemku, vpravo od něj památný Platan javorolistý, nalevo tis |
| Platan v Josefově Dole             |         | Josefův Důl u Mladé Boleslavi 50°27′22″ s. š., 14°53′42″ v. d.   | platan javorolistý                    | 445 | 104362 Q26789255  | Kategorie „Platan javorolistý v Josefově Dole“ na Wikimedia Commons                     | Parková úprava v obci, již na soukromém pozemku, vlevo od něj památný Liliovník tulipánokvětý |
| Líska v pivovaru                   |         | Klášter Hradiště nad Jizerou 50°31′30″ s. š., 14°56′54″ v. d.    | líska turecká                         | 345 | 103843 Q26788894  | Kategorie „Corylus colurna in Klášter Hradiště nad Jizerou“ na Wikimedia Commons        | Na zahradě u pivovaru. Krásný strom s terminálním kmenem. |
| Skupina 2 dubů letních v Koprníku  |         | Koprník 50°28′6″ s. š., 15°0′44″ v. d.                           | dub letní (2)                         | & Chyba ve výrazu: Neočekávaný operátor / Chyba ve výrazu: Neočekávaný operátor / Chyba ve výrazu: Neočekávaný operátor / Chyba ve výrazu: Neočekávaný operátor / Chyba ve výrazu: Neočekávaný operátor / Chyba ve výrazu: Neočekávaný operátor / Chyba ve výrazu: Neočekávaný operátor / Chyba ve výrazu: Neočekávaný operátor / Chyba ve výrazu: Neočekávaný operátor / Chyba ve výrazu: Neočekávaný operátor / Chyba ve výrazu: Neočekávaný operátor / Chyba ve výrazu: Neočekávaný operátor / Chyba ve výrazu: Neočekávaný operátor / Chyba ve výrazu: Neočekávaný operátor / Chyba ve výrazu: Neočekávaný operátor / -1.0000-0 | 104871 Q26780237  | Kategorie „Group of 2 Quercus robur in Koprník“ na Wikimedia Commons                    | Před budovou občanské vybavenosti obce při silnici směrem na Úhelnice; obvod kmenů: 331, 378. Většina jedinců s vysokým vyvětveným kmenem, široce založenou korunou větvenou téměř z jednoho místa. |
| Skupina 11 dubů letních v Koprníku |         | Koprník 50°28′9″ s. š., 15°0′56″ v. d.                           | dub letní (11)                        | & Chyba ve výrazu: Neočekávaný operátor / Chyba ve výrazu: Neočekávaný operátor / Chyba ve výrazu: Neočekávaný operátor / Chyba ve výrazu: Neočekávaný operátor / Chyba ve výrazu: Neočekávaný operátor / Chyba ve výrazu: Neočekávaný operátor / Chyba ve výrazu: Neočekávaný operátor / Chyba ve výrazu: Neočekávaný operátor / Chyba ve výrazu: Neočekávaný operátor / Chyba ve výrazu: Neočekávaný operátor / Chyba ve výrazu: Neočekávaný operátor / Chyba ve výrazu: Neočekávaný operátor / Chyba ve výrazu: Neočekávaný operátor / Chyba ve výrazu: Neočekávaný operátor / Chyba ve výrazu: Neočekávaný operátor / -1.0000-0 | 104870 Q26780235  |                                                                                         | 11 památných stromů na hrázi bývalého rybníka, nyní mokřad; obvod kmenů od 230 do 350 cm |
| Lípa v Korytech                    |         | Koryta u Mnichova Hradiště 50°34′24″ s. š., 15°0′46″ v. d.       | lípa malolistá                        | 348 | 103798 Q26788862  | Kategorie „Tilia cordata in Koryta“ na Wikimedia Commons                                | Je pěkná, ale moc tenká. V databázi byly chybné údaje obvodu kmene. před čp.30 v horní části návsi |
| Buky v Kosmonosech (Petříčkově)    |         | Kosmonosy 50°26′22″ s. š., 14°55′24″ v. d.                       | buk lesní (3)                         | & Chyba ve výrazu: Neočekávaný operátor / Chyba ve výrazu: Neočekávaný operátor / Chyba ve výrazu: Neočekávaný operátor / Chyba ve výrazu: Neočekávaný operátor / Chyba ve výrazu: Neočekávaný operátor / Chyba ve výrazu: Neočekávaný operátor / Chyba ve výrazu: Neočekávaný operátor / Chyba ve výrazu: Neočekávaný operátor / Chyba ve výrazu: Neočekávaný operátor / Chyba ve výrazu: Neočekávaný operátor / Chyba ve výrazu: Neočekávaný operátor / Chyba ve výrazu: Neočekávaný operátor / Chyba ve výrazu: Neočekávaný operátor / Chyba ve výrazu: Neočekávaný operátor / Chyba ve výrazu: Neočekávaný operátor / -1.0000-0 | 105564 Q26780209  |                                                                                         | V jihozápadní části zámeckého parku v blízkosti pěší cesty |
| Duby u Košátek                     |         | Košátky 50°19′6″ s. š., 14°39′44″ v. d.                          | dub letní (9)                         | & Chyba ve výrazu: Neočekávaný operátor / Chyba ve výrazu: Neočekávaný operátor / Chyba ve výrazu: Neočekávaný operátor / Chyba ve výrazu: Neočekávaný operátor / Chyba ve výrazu: Neočekávaný operátor / Chyba ve výrazu: Neočekávaný operátor / Chyba ve výrazu: Neočekávaný operátor / Chyba ve výrazu: Neočekávaný operátor / Chyba ve výrazu: Neočekávaný operátor / Chyba ve výrazu: Neočekávaný operátor / Chyba ve výrazu: Neočekávaný operátor / Chyba ve výrazu: Neočekávaný operátor / Chyba ve výrazu: Neočekávaný operátor / Chyba ve výrazu: Neočekávaný operátor / Chyba ve výrazu: Neočekávaný operátor / -1.0000-0 | 103785 Q26780208  |                                                                                         | Podél cesty od hájenky v bývalém parku. OS (1994) zdrav.řez, ošetř. pahýlů,dutin, poranění a odstranění konkurujících dřevin. Staré mohutné duby, původně vyhlášeno 9, jeden z dubů padl, jeden je suchý. |
| 1 ks dubu letního                  |         | Košátky 50°19′ s. š., 14°40′3″ v. d.                             | dub letní                             | 525 | 106433            |                                                                                         | |
| 1 ks dubu letního                  |         | Košátky 50°19′1″ s. š., 14°40′3″ v. d.                           | dub letní                             | 405 | 106434            |                                                                                         | |
| Kaštan hraběte Šporka              |         | Krnsko 50°22′42″ s. š., 14°51′30″ v. d.                          | jírovec maďal                         | 305 | 106402            |                                                                                         | Ve volné krajině vedle "božích muk" u silnice vedoucí z Krnska - Vystrkova do Horního Krnska |
| Krnská lípa                        |         | Krnsko 50°22′24″ s. š., 14°51′51″ v. d.                          | lípa malolistá                        | & Chyba ve výrazu: Neočekávaný operátor / Chyba ve výrazu: Neočekávaný operátor / Chyba ve výrazu: Neočekávaný operátor / Chyba ve výrazu: Neočekávaný operátor / Chyba ve výrazu: Neočekávaný operátor / Chyba ve výrazu: Neočekávaný operátor / Chyba ve výrazu: Neočekávaný operátor / Chyba ve výrazu: Neočekávaný operátor / Chyba ve výrazu: Neočekávaný operátor / Chyba ve výrazu: Neočekávaný operátor / Chyba ve výrazu: Neočekávaný operátor / Chyba ve výrazu: Neočekávaný operátor / Chyba ve výrazu: Neočekávaný operátor / Chyba ve výrazu: Neočekávaný operátor / Chyba ve výrazu: Neočekávaný operátor / -1.0000-0 | 105134 Q26789695  | Kategorie „Krnská lípa“ na Wikimedia Commons                                            | Na hřbitově |
| Buk u Ledců                        |         | Ledce u Mladé Boleslavi 50°20′38″ s. š., 15°4′13″ v. d.          | buk lesní                             | 430 | 103840 Q26788892  |                                                                                         | V lesním odd.15 c2, po silnici z Ledců, asi uprostřed lesa cesta vlevo |
| Morušovník bílý v Lipníku          |         | Lipník 50°16′27″ s. š., 14°54′51″ v. d.                          | morušovník bílý                       | 428 | 106183 Q73599784  |                                                                                         | U plotu zahrady u domu č.p. 30, napravo od vjezdových vrat. Trojkmen. Stáří cca 130 let. Solitérní exemplář, kmen ve výšce 40 cm nad zemí rozdělen do tří kmenů, koruna nasazená ve výšce cca 2 m. |
| Duby u Loukova                     |         | Loukov u Mnichova Hradiště 50°33′33″ s. š., 15°2′56″ v. d.       | dub letní (7)                         | 610, 430, 490, 460, 515, 380, 240 | 103839 Q26780234  | Kategorie „Duby u Loukova“ na Wikimedia Commons                                         | Sedm památných stromů na hrázi bývalého rybníka |
| Duby u Loukova II. část            |         | Loukov u Mnichova Hradiště 50°33′36″ s. š., 15°3′20″ v. d.       | dub letní (21) lípa malolistá (2)     | & Chyba ve výrazu: Neočekávaný operátor / Chyba ve výrazu: Neočekávaný operátor / Chyba ve výrazu: Neočekávaný operátor / Chyba ve výrazu: Neočekávaný operátor / Chyba ve výrazu: Neočekávaný operátor / Chyba ve výrazu: Neočekávaný operátor / Chyba ve výrazu: Neočekávaný operátor / Chyba ve výrazu: Neočekávaný operátor / Chyba ve výrazu: Neočekávaný operátor / Chyba ve výrazu: Neočekávaný operátor / Chyba ve výrazu: Neočekávaný operátor / Chyba ve výrazu: Neočekávaný operátor / Chyba ve výrazu: Neočekávaný operátor / Chyba ve výrazu: Neočekávaný operátor / Chyba ve výrazu: Neočekávaný operátor / -1.0000-0 | 106534            |                                                                                         | Na lesním pozemku ve svahu nad průmyslovým areálem. |
| Borovice u Mečeříže                |         | Mečeříž 50°17′17″ s. š., 14°44′48″ v. d.                         | borovice lesní                        | 140 | 103767 Q26788757  | Kategorie „Borovice u Mečeříže“ na Wikimedia Commons                                    | Na kopečku východně od obce, lokalita "Pod Horkou" |
| Lípa u kostela v Mečeříži          |         | Mečeříž 50°17′28″ s. š., 14°44′15″ v. d.                         | lípa malolistá                        | 381 | 103768 Q26788759  | Kategorie „Lípa u kostela v Mečeříži“ na Wikimedia Commons                              | V obci u zdi před kostelem, vypálená dutina ve kmeni, životaschopná. |
| Lípy na hřbitově                   |         | Mečeříž 50°17′37″ s. š., 14°43′47″ v. d.                         | lípa malolistá (3)                    | & Chyba ve výrazu: Neočekávaný operátor / Chyba ve výrazu: Neočekávaný operátor / Chyba ve výrazu: Neočekávaný operátor / Chyba ve výrazu: Neočekávaný operátor / Chyba ve výrazu: Neočekávaný operátor / Chyba ve výrazu: Neočekávaný operátor / Chyba ve výrazu: Neočekávaný operátor / Chyba ve výrazu: Neočekávaný operátor / Chyba ve výrazu: Neočekávaný operátor / Chyba ve výrazu: Neočekávaný operátor / Chyba ve výrazu: Neočekávaný operátor / Chyba ve výrazu: Neočekávaný operátor / Chyba ve výrazu: Neočekávaný operátor / Chyba ve výrazu: Neočekávaný operátor / Chyba ve výrazu: Neočekávaný operátor / -1.0000-0 | 105722 Q26780186  | Kategorie „Lípy na hřbitově v Mečeříži“ na Wikimedia Commons                            | Uprostřed hřbitova okolo centrálního kříže |
| Buk na Štěpánce                    |         | Mladá Boleslav 50°24′30″ s. š., 14°55′11″ v. d.                  | buk lesní červenolistý                | 356 | 103804 Q26788866  | Kategorie „Buk lesní červenolistý (Mladá Boleslav)“ na Wikimedia Commons                | V městském parku Štěpánka u Koliby. Zdravý soliterní strom s široce rozloženou korunou. |
| Buk převislý na Štěpánce           |         | Mladá Boleslav 50°24′41″ s. š., 14°54′39″ v. d.                  | buk lesní                             | 197 | 105967 Q26790589  |                                                                                         | Na okraji parku Štěpánka v blízkosti autobusové zastávky |
| Buky na Štěpánce                   |         | Mladá Boleslav 50°24′20″ s. š., 14°55′0″ v. d.                   | buk lesní (6)                         | & Chyba ve výrazu: Neočekávaný operátor / Chyba ve výrazu: Neočekávaný operátor / Chyba ve výrazu: Neočekávaný operátor / Chyba ve výrazu: Neočekávaný operátor / Chyba ve výrazu: Neočekávaný operátor / Chyba ve výrazu: Neočekávaný operátor / Chyba ve výrazu: Neočekávaný operátor / Chyba ve výrazu: Neočekávaný operátor / Chyba ve výrazu: Neočekávaný operátor / Chyba ve výrazu: Neočekávaný operátor / Chyba ve výrazu: Neočekávaný operátor / Chyba ve výrazu: Neočekávaný operátor / Chyba ve výrazu: Neočekávaný operátor / Chyba ve výrazu: Neočekávaný operátor / Chyba ve výrazu: Neočekávaný operátor / -1.0000-0 | 103805 Q26780203  | Kategorie „Buk lesní (Mladá Boleslav)“ na Wikimedia Commons                             | V městském parku Štěpánka u letního kina. Největší jedinci z porostu. Ochrana jednoho stromu zrušena 9. srpna 2023. |
| Buky v lihovaru                    |         | Mladá Boleslav 50°24′40″ s. š., 14°53′58″ v. d.                  | buk lesní převislý (3)                | & Chyba ve výrazu: Neočekávaný operátor / Chyba ve výrazu: Neočekávaný operátor / Chyba ve výrazu: Neočekávaný operátor / Chyba ve výrazu: Neočekávaný operátor / Chyba ve výrazu: Neočekávaný operátor / Chyba ve výrazu: Neočekávaný operátor / Chyba ve výrazu: Neočekávaný operátor / Chyba ve výrazu: Neočekávaný operátor / Chyba ve výrazu: Neočekávaný operátor / Chyba ve výrazu: Neočekávaný operátor / Chyba ve výrazu: Neočekávaný operátor / Chyba ve výrazu: Neočekávaný operátor / Chyba ve výrazu: Neočekávaný operátor / Chyba ve výrazu: Neočekávaný operátor / Chyba ve výrazu: Neočekávaný operátor / -1.0000-0 | 103812 Q26780206  | Kategorie „Buk lesní převislý (Mladá Boleslav)“ na Wikimedia Commons                    | Na dvoře lihovaru |
| Buky v parku Neuberk               |         | Mladá Boleslav 50°24′13″ s. š., 14°53′16″ v. d.                  | buk lesní (2)                         | & Chyba ve výrazu: Neočekávaný operátor / Chyba ve výrazu: Neočekávaný operátor / Chyba ve výrazu: Neočekávaný operátor / Chyba ve výrazu: Neočekávaný operátor / Chyba ve výrazu: Neočekávaný operátor / Chyba ve výrazu: Neočekávaný operátor / Chyba ve výrazu: Neočekávaný operátor / Chyba ve výrazu: Neočekávaný operátor / Chyba ve výrazu: Neočekávaný operátor / Chyba ve výrazu: Neočekávaný operátor / Chyba ve výrazu: Neočekávaný operátor / Chyba ve výrazu: Neočekávaný operátor / Chyba ve výrazu: Neočekávaný operátor / Chyba ve výrazu: Neočekávaný operátor / Chyba ve výrazu: Neočekávaný operátor / -1.0000-0 | 103800 Q26780195  | Kategorie „Buky v parku Neuberk“ na Wikimedia Commons                                   | V zámeckém parku Neuberk |
| Dřezovce ve Viničné ulici †        |         | Mladá Boleslav 50°24′42″ s. š., 14°54′38″ v. d.                  | dřezovec trojtrnný (7)                | & Chyba ve výrazu: Neočekávaný operátor / Chyba ve výrazu: Neočekávaný operátor / Chyba ve výrazu: Neočekávaný operátor / Chyba ve výrazu: Neočekávaný operátor / Chyba ve výrazu: Neočekávaný operátor / Chyba ve výrazu: Neočekávaný operátor / Chyba ve výrazu: Neočekávaný operátor / Chyba ve výrazu: Neočekávaný operátor / Chyba ve výrazu: Neočekávaný operátor / Chyba ve výrazu: Neočekávaný operátor / Chyba ve výrazu: Neočekávaný operátor / Chyba ve výrazu: Neočekávaný operátor / Chyba ve výrazu: Neočekávaný operátor / Chyba ve výrazu: Neočekávaný operátor / Chyba ve výrazu: Neočekávaný operátor / -1.0000-0 | 103802 Q26790934  | Kategorie „Gleditsia triacanthos (Mladá Boleslav)“ na Wikimedia Commons                 | Ve Viničné ulici pod Obchodní Akademií. 17. října 2016 zrušena ochrana jednoho kusu nacházejícího se nejvíce vpravo při pohledu směrem od komunikace Viničná. Ochrana všech stromů zrušena 08.03.2010. |
| Dub na ostrově †                   |         | Mladá Boleslav                                                   | dub letní                             | 350 | 104554            |                                                                                         | Pravděpodobně ochrana zrušena rozhodnutím OÚ Mladá Boleslav čj. ŽP-246-238/94 z 25.2.1993 – rozhodnutí nedoručeno |
| Dub na tř. T. G. Masaryka          |         | Mladá Boleslav 50°24′45″ s. š., 14°54′43″ v. d.                  | dub letní                             | 377 | 105968 Q26790591  |                                                                                         | Na travnaté ploše v sídlištní zástavbě na třídě T. G. Masaryka |
| Dub v parku Neuberk                |         | Mladá Boleslav 50°24′13″ s. š., 14°53′14″ v. d.                  | dub letní sloupovitý                  | 476 | 103801 Q26788865  | Kategorie „Dub v parku Neuberk“ na Wikimedia Commons                                    | V zámeckém parku Neuberk. Mohutný strom dominující parku, ve spodní části koruny řezy po několika odstraněných větvích, strom je až téměř po vrchol porostlý silně již letitým břečťanem, malé procento větví nejnižších řádů. |
| Dub zimní vrbolistý †              |         | Mladá Boleslav 50°24′47″ s. š., 14°54′12″ v. d.                  | dub zimní                             | 234 | 103808            |                                                                                         | V městském parku na Komenského náměstí. Strom zanikl, ochrana zrušena k 16. květnu 2011. |
| Duby na Štěpánce                   |         | Mladá Boleslav 50°24′27″ s. š., 14°54′42″ v. d.                  | dub letní sloupovitý (3)              | & Chyba ve výrazu: Neočekávaný operátor / Chyba ve výrazu: Neočekávaný operátor / Chyba ve výrazu: Neočekávaný operátor / Chyba ve výrazu: Neočekávaný operátor / Chyba ve výrazu: Neočekávaný operátor / Chyba ve výrazu: Neočekávaný operátor / Chyba ve výrazu: Neočekávaný operátor / Chyba ve výrazu: Neočekávaný operátor / Chyba ve výrazu: Neočekávaný operátor / Chyba ve výrazu: Neočekávaný operátor / Chyba ve výrazu: Neočekávaný operátor / Chyba ve výrazu: Neočekávaný operátor / Chyba ve výrazu: Neočekávaný operátor / Chyba ve výrazu: Neočekávaný operátor / Chyba ve výrazu: Neočekávaný operátor / -1.0000-0 | 103803 Q26780199  | Kategorie „Dub letní sloupovitý (Mladá Boleslav)“ na Wikimedia Commons                  | V městském parku Štěpánka u hudebního pavilonu |
| Duby v lihovaru                    |         | Mladá Boleslav 50°24′41″ s. š., 14°53′58″ v. d.                  | dub letní sloupovitý (3)              | & Chyba ve výrazu: Neočekávaný operátor / Chyba ve výrazu: Neočekávaný operátor / Chyba ve výrazu: Neočekávaný operátor / Chyba ve výrazu: Neočekávaný operátor / Chyba ve výrazu: Neočekávaný operátor / Chyba ve výrazu: Neočekávaný operátor / Chyba ve výrazu: Neočekávaný operátor / Chyba ve výrazu: Neočekávaný operátor / Chyba ve výrazu: Neočekávaný operátor / Chyba ve výrazu: Neočekávaný operátor / Chyba ve výrazu: Neočekávaný operátor / Chyba ve výrazu: Neočekávaný operátor / Chyba ve výrazu: Neočekávaný operátor / Chyba ve výrazu: Neočekávaný operátor / Chyba ve výrazu: Neočekávaný operátor / -1.0000-0 | 103811 Q26780204  |                                                                                         | Na dvoře lihovaru |
| Ginkgo na Komenského náměstí       |         | Mladá Boleslav 50°24′47″ s. š., 14°54′11″ v. d.                  | jinan dvoulaločný                     | 160 | 103809 Q26788871  | Kategorie „Jinan dvoulaločný (Mladá Boleslav)“ na Wikimedia Commons                     | Troják v městském parku na Komenského náměstí. Asi 30 cm nad zemí se dělí na tři kmeny. Ve 30 cm nad zemí má obvod kmene 400 cm. |
| Jilm na Štěpánce                   |         | Mladá Boleslav 50°24′28″ s. š., 14°55′9″ v. d.                   | jilm habrolistý                       | 309 | 103806 Q26788868  | Kategorie „Jilm habrolistý (Mladá Boleslav)“ na Wikimedia Commons                       | V městském parku Štěpánka u Koliby. Od silničky poranění kmene bez vývoje dutiny, dnes chráněn zábranami. |
| Křemelák na Dubcích                |         | Mladá Boleslav 50°24′33″ s. š., 14°54′27″ v. d.                  | dub letní                             | 426 | 106291 Q73601981  |                                                                                         | Strom se nachází na jižním okraji parku Štěpánka – proti vyústění Šámalovy ulice do ulice Na Dubcích. |
| Platan na Celné                    |         | Mladá Boleslav 50°24′33″ s. š., 14°55′17″ v. d.                  | platan javorolistý                    | 276 | 103788 Q26788835  | Kategorie „Platan javorolistý (Mladá Boleslav, mateřská škola)“ na Wikimedia Commons    | JV okraj města, vlevo v zahradě při silnici na Jemníky. Zdravý jedinec s pravidelnou korunou, při bázi dvou větví ze spodní strany drobné poranění. |
| Platan na Štěpánce                 |         | Mladá Boleslav 50°24′31″ s. š., 14°55′7″ v. d.                   | platan javorolistý                    | 321 | 103807 Q26788870  | Kategorie „Platan javorolistý (Mladá Boleslav, park)“ na Wikimedia Commons              | V městském parku Štěpánka pod jeslemi. Široká koruna, první větve z kmene odbočují téměř vodorovně, výše několik ran po odřezaných větvích, možné napadení houbami. |
| Platan u školy                     |         | Mladá Boleslav 50°24′46″ s. š., 14°55′5″ v. d.                   | platan javorolistý                    | 142 | 103787 Q26788819  | Kategorie „Platan javorolistý (Mladá Boleslav, základní škola)“ na Wikimedia Commons    | JV okraj města, v zahradě školy mezi silnicí na Řepov a železnicí |
| Topol na ostrově †                 |         | Mladá Boleslav 50°24′41″ s. š., 14°53′57″ v. d.                  | topol černý                           | 519 | 103838 Q26788890  | Kategorie „Topol černý (Mladá Boleslav)“ na Wikimedia Commons                           | V areálu lihovaru na ostrově. Mohutný topol, koruna redukovaná, jednak olámáním větví, jednak ořezáním. |
| Vejmutovka v Mladé Boleslavi †     |         | Mladá Boleslav 50°25′43″ s. š., 14°53′47″ v. d.                  | borovice vejmutovka                   | 277 | 103810 Q26788872  |                                                                                         | Areál Povodí Labe, str. Ml. Boleslav Rozatov. Ochrana zrušena 3. srpna 2022 |
| 1 ks buku lesního střihanolistého  |         | Mladá Boleslav 50°24′40″ s. š., 14°53′58″ v. d.                  | buk lesní                             | 347 | 106435            |                                                                                         | |
| Dub u Hněvousic                    |         | Mnichovo Hradiště 50°32′10″ s. š., 14°57′53″ v. d.               | dub letní                             | 365 | 103786 Q26788806  | Kategorie „Dub u Hněvousic“ na Wikimedia Commons                                        | U samoty Hněvousice, míst. trať Propadlišťata |
| Dub v Mnichově Hradišti            |         | Mnichovo Hradiště 50°31′35″ s. š., 14°57′55″ v. d.               | dub letní                             | 558 | 103837 Q26788889  | Kategorie „Dub v Mnichově Hradišti“ na Wikimedia Commons                                | U truhlářské provozovny v areálu likérky |
| Lípa na ostrově                    |         | Mnichovo Hradiště 50°32′13″ s. š., 14°57′52″ v. d.               | lípa malolistá                        | 398 | 103777 Q26788766  | Kategorie „Lípa na ostrově“ na Wikimedia Commons                                        | Na ostrově u elektrárny. Dvě mohutné kosterní větve s tlakovým větvením, v koruně vazba, částečné prosychání ve vrcholu. |
| Dub u náměstí v Mnichově Hradišti  |         | Mnichovo Hradiště 50°31′18″ s. š., 14°58′26″ v. d.               | dub zimní                             | 254 | 106565            |                                                                                         | Vedle historického náměstí města Mnichova Hradiště. |
| Lípy u Mukařova                    |         | Mukařov u Jiviny 50°34′12″ s. š., 14°55′9″ v. d.                 | lípa malolistá (2)                    | & Chyba ve výrazu: Neočekávaný operátor / Chyba ve výrazu: Neočekávaný operátor / Chyba ve výrazu: Neočekávaný operátor / Chyba ve výrazu: Neočekávaný operátor / Chyba ve výrazu: Neočekávaný operátor / Chyba ve výrazu: Neočekávaný operátor / Chyba ve výrazu: Neočekávaný operátor / Chyba ve výrazu: Neočekávaný operátor / Chyba ve výrazu: Neočekávaný operátor / Chyba ve výrazu: Neočekávaný operátor / Chyba ve výrazu: Neočekávaný operátor / Chyba ve výrazu: Neočekávaný operátor / Chyba ve výrazu: Neočekávaný operátor / Chyba ve výrazu: Neočekávaný operátor / Chyba ve výrazu: Neočekávaný operátor / -1.0000-0 | 103844 Q26780231  | Kategorie „Lípy malolisté u Mukařova“ na Wikimedia Commons                              | Dvě památné lípy za vsí u polní cesty, u kapličky |
| Památné lípy a kaštany na Mužském  |         | Mužský 50°31′24″ s. š., 15°2′27″ v. d.                           | jírovec maďal (32) lípa malolistá (2) | & Chyba ve výrazu: Neočekávaný operátor / Chyba ve výrazu: Neočekávaný operátor / Chyba ve výrazu: Neočekávaný operátor / Chyba ve výrazu: Neočekávaný operátor / Chyba ve výrazu: Neočekávaný operátor / Chyba ve výrazu: Neočekávaný operátor / Chyba ve výrazu: Neočekávaný operátor / Chyba ve výrazu: Neočekávaný operátor / Chyba ve výrazu: Neočekávaný operátor / Chyba ve výrazu: Neočekávaný operátor / Chyba ve výrazu: Neočekávaný operátor / Chyba ve výrazu: Neočekávaný operátor / Chyba ve výrazu: Neočekávaný operátor / Chyba ve výrazu: Neočekávaný operátor / Chyba ve výrazu: Neočekávaný operátor / -1.0000-0 | 103818 Q12043634  | Kategorie „Tilia cordata and Aesculus hippocastanum in Mužský“ na Wikimedia Commons     | 32 památných stromů na návsi, původně 34 |
| Dub u Násedlnice                   |         | Násedlnice 50°28′7″ s. š., 14°58′14″ v. d.                       | dub letní                             | 548 | 106130 Q73602145  |                                                                                         | Na okraji lesního porostu sousedícího s polní kulturou v bažantnici jižně od obce Horka a osady Zájezdy. Široce rozložená zdravá koruna s minimem suchých větví. Na kmeni úzké kalusující poškození kmene, patrně od blesku a menší dutinka. Instalován posed. |
| Honsova lípa u Nemyslovic          |         | Nemyslovice 50°21′47″ s. š., 14°46′17″ v. d.                     | lípa malolistá                        | 458 | 105891 Q26790507  | Kategorie „Honsova lípa u Nemyslovic“ na Wikimedia Commons                              | V remízku v polích vedle polní cesty do Bezna |
| Lípy u kapličky v Neveklovicích    |         | Neveklovice 50°34′12″ s. š., 14°56′56″ v. d.                     | lípa malolistá (2)                    | & Chyba ve výrazu: Neočekávaný operátor / Chyba ve výrazu: Neočekávaný operátor / Chyba ve výrazu: Neočekávaný operátor / Chyba ve výrazu: Neočekávaný operátor / Chyba ve výrazu: Neočekávaný operátor / Chyba ve výrazu: Neočekávaný operátor / Chyba ve výrazu: Neočekávaný operátor / Chyba ve výrazu: Neočekávaný operátor / Chyba ve výrazu: Neočekávaný operátor / Chyba ve výrazu: Neočekávaný operátor / Chyba ve výrazu: Neočekávaný operátor / Chyba ve výrazu: Neočekávaný operátor / Chyba ve výrazu: Neočekávaný operátor / Chyba ve výrazu: Neočekávaný operátor / Chyba ve výrazu: Neočekávaný operátor / -1.0000-0 | 103779 Q26780230  | Kategorie „Lípy u kapličky v Neveklovicích“ na Wikimedia Commons                        | Na návsi u kapličky a kříže |
| Niměřická linda †                  |         | Niměřice                                                         | topol bílý                            | 505 | 104553            |                                                                                         | V zámeckém parku; status památného stromu zrušen k 15. listopadu 1993 |
| Duby v Otradovicích                |         | Otradovice 50°12′8″ s. š., 14°42′7″ v. d.                        | dub letní (2)                         | 453,478 | 105517 Q26780184  | Kategorie „Duby v Otradovicích“ na Wikimedia Commons                                    | |
| Dub nad rybníkem Kamenec †         |         | Pěčice 50°21′8″ s. š., 15°1′58″ v. d.                            | dub letní (1)                         | 567 | 103830 Q74845354  | Kategorie „Dub nad rybníkem Kamenec“ na Wikimedia Commons                               | Zcela suchý strom silně napadený ochmetem. Mrtvé torzo v oblasti bývalé švestkovny nad rybníkem Kamenec. |
| Dub u Hlubokého rybníka            |         | Pěčice 50°20′39″ s. š., 15°2′19″ v. d.                           | dub letní                             | 633 | 103834 Q26788885  | Kategorie „Dub u Hlubokého rybníka“ na Wikimedia Commons                                | Na hrázi Hlubokého rybníka lesní odd. 18 f1 polesí Ledce |
| Dub u Pěčic                        |         | Pěčice 50°20′50″ s. š., 15°1′30″ v. d.                           | dub letní (1) dub letní (1)           | 747 | 103829 Q26788884  | Kategorie „Dub u Pěčic“ na Wikimedia Commons                                            | U polní cesty Pěčice-Ovčárny |
| Dub u Pěčic 1                      |         | Pěčice 50°20′45″ s. š., 15°2′25″ v. d.                           | dub letní                             | 581 | 103836 Q26788887  | Kategorie „Dub u Pěčic 1“ na Wikimedia Commons                                          | Proschlý nicméně živý strom 0.2 km severně od Hlubokého rybníka, les odd. 21 b1 |
| Dub u Pěčic 2 †                    |         | Pěčice 50°21′7″ s. š., 15°0′55″ v. d.                            | dub letní                             | 658 | 103833 Q75570126  |                                                                                         | Na hrázi býv. rybníka lesní odd. 19 d1. Ochrana stromu zrušena 10. srpna 2023. |
| Duby u Pěčické myslivny †          |         | Pěčice 50°21′5″ s. š., 15°1′2″ v. d.                             | dub letní (2) dub letní (2)           | & Chyba ve výrazu: Neočekávaný operátor / Chyba ve výrazu: Neočekávaný operátor / Chyba ve výrazu: Neočekávaný operátor / Chyba ve výrazu: Neočekávaný operátor / Chyba ve výrazu: Neočekávaný operátor / Chyba ve výrazu: Neočekávaný operátor / Chyba ve výrazu: Neočekávaný operátor / Chyba ve výrazu: Neočekávaný operátor / Chyba ve výrazu: Neočekávaný operátor / Chyba ve výrazu: Neočekávaný operátor / Chyba ve výrazu: Neočekávaný operátor / Chyba ve výrazu: Neočekávaný operátor / Chyba ve výrazu: Neočekávaný operátor / Chyba ve výrazu: Neočekávaný operátor / Chyba ve výrazu: Neočekávaný operátor / -1.0000-0 | 103831 Q76810128  |                                                                                         | Mrtvá torza na louce za myslivnou v Pěčické bažantnici. |
| Duby v Pěčické bažantnici          |         | Pěčice                                                           | dub letní (2)                         | & Chyba ve výrazu: Neočekávaný operátor / Chyba ve výrazu: Neočekávaný operátor / Chyba ve výrazu: Neočekávaný operátor / Chyba ve výrazu: Neočekávaný operátor / Chyba ve výrazu: Neočekávaný operátor / Chyba ve výrazu: Neočekávaný operátor / Chyba ve výrazu: Neočekávaný operátor / Chyba ve výrazu: Neočekávaný operátor / Chyba ve výrazu: Neočekávaný operátor / Chyba ve výrazu: Neočekávaný operátor / Chyba ve výrazu: Neočekávaný operátor / Chyba ve výrazu: Neočekávaný operátor / Chyba ve výrazu: Neočekávaný operátor / Chyba ve výrazu: Neočekávaný operátor / Chyba ve výrazu: Neočekávaný operátor / -1.0000-0 | 103835 Q26780194  |                                                                                         | Dva stromy v pěčické bažantnici 19 c1 polesí Ledce |
| Duby v Pěčické bažantnici 2 †      |         | Pěčice                                                           | dub letní (2) dub letní (2)           | & Chyba ve výrazu: Neočekávaný operátor / Chyba ve výrazu: Neočekávaný operátor / Chyba ve výrazu: Neočekávaný operátor / Chyba ve výrazu: Neočekávaný operátor / Chyba ve výrazu: Neočekávaný operátor / Chyba ve výrazu: Neočekávaný operátor / Chyba ve výrazu: Neočekávaný operátor / Chyba ve výrazu: Neočekávaný operátor / Chyba ve výrazu: Neočekávaný operátor / Chyba ve výrazu: Neočekávaný operátor / Chyba ve výrazu: Neočekávaný operátor / Chyba ve výrazu: Neočekávaný operátor / Chyba ve výrazu: Neočekávaný operátor / Chyba ve výrazu: Neočekávaný operátor / Chyba ve výrazu: Neočekávaný operátor / -1.0000-0 | 103832 Q76810131  |                                                                                         | Mrtvá torza. Lesní odd. 19 b1 polesí Ledce |
| Smrk ztepilý †                     |         | Pěčice                                                           | smrk ztepilý                          | & Chyba ve výrazu: Neočekávaný operátor / Chyba ve výrazu: Neočekávaný operátor / Chyba ve výrazu: Neočekávaný operátor / Chyba ve výrazu: Neočekávaný operátor / Chyba ve výrazu: Neočekávaný operátor / Chyba ve výrazu: Neočekávaný operátor / Chyba ve výrazu: Neočekávaný operátor / Chyba ve výrazu: Neočekávaný operátor / Chyba ve výrazu: Neočekávaný operátor / Chyba ve výrazu: Neočekávaný operátor / Chyba ve výrazu: Neočekávaný operátor / Chyba ve výrazu: Neočekávaný operátor / Chyba ve výrazu: Neočekávaný operátor / Chyba ve výrazu: Neočekávaný operátor / Chyba ve výrazu: Neočekávaný operátor / -1.0000-0 | 105135 Q74542734  |                                                                                         | Zanikl neznámo kdy. K. ú. Pěčice, lesní oddělení 19 b1, polesí Ledce. Ochrana zrušena 10.08.2023. |
| Jilm habrolistý †                  |         | Písková Lhota 50°22′28″ s. š., 14°52′29″ v. d.                   | jilm habrolistý                       | & Chyba ve výrazu: Neočekávaný operátor / Chyba ve výrazu: Neočekávaný operátor / Chyba ve výrazu: Neočekávaný operátor / Chyba ve výrazu: Neočekávaný operátor / Chyba ve výrazu: Neočekávaný operátor / Chyba ve výrazu: Neočekávaný operátor / Chyba ve výrazu: Neočekávaný operátor / Chyba ve výrazu: Neočekávaný operátor / Chyba ve výrazu: Neočekávaný operátor / Chyba ve výrazu: Neočekávaný operátor / Chyba ve výrazu: Neočekávaný operátor / Chyba ve výrazu: Neočekávaný operátor / Chyba ve výrazu: Neočekávaný operátor / Chyba ve výrazu: Neočekávaný operátor / Chyba ve výrazu: Neočekávaný operátor / -1.0000-0 | 105563 Q26790139  |                                                                                         | V lokalitě Zámostí na umělém ostrůvku v Jizeře. Ochrana zrušena 09.08.2023. |
| Plazské hrušně                     |         | Plazy 50°24′48″ s. š., 14°58′14″ v. d.                           | hrušeň planá (2)                      | & Chyba ve výrazu: Neočekávaný operátor / Chyba ve výrazu: Neočekávaný operátor / Chyba ve výrazu: Neočekávaný operátor / Chyba ve výrazu: Neočekávaný operátor / Chyba ve výrazu: Neočekávaný operátor / Chyba ve výrazu: Neočekávaný operátor / Chyba ve výrazu: Neočekávaný operátor / Chyba ve výrazu: Neočekávaný operátor / Chyba ve výrazu: Neočekávaný operátor / Chyba ve výrazu: Neočekávaný operátor / Chyba ve výrazu: Neočekávaný operátor / Chyba ve výrazu: Neočekávaný operátor / Chyba ve výrazu: Neočekávaný operátor / Chyba ve výrazu: Neočekávaný operátor / Chyba ve výrazu: Neočekávaný operátor / -1.0000-0 | 103792 Q26780191  | Kategorie „Plazská hrušeň“ na Wikimedia Commons                                         | Na konci vesnice na okraji pole. Jedna z původní dvojice hrušní již zanikla a ochrana zrušena 9. srpna 2023 |
| Lípy v Přepeřích                   |         | Přepeře 50°28′ s. š., 14°55′48″ v. d.                            | lípa malolistá (2)                    | & Chyba ve výrazu: Neočekávaný operátor / Chyba ve výrazu: Neočekávaný operátor / Chyba ve výrazu: Neočekávaný operátor / Chyba ve výrazu: Neočekávaný operátor / Chyba ve výrazu: Neočekávaný operátor / Chyba ve výrazu: Neočekávaný operátor / Chyba ve výrazu: Neočekávaný operátor / Chyba ve výrazu: Neočekávaný operátor / Chyba ve výrazu: Neočekávaný operátor / Chyba ve výrazu: Neočekávaný operátor / Chyba ve výrazu: Neočekávaný operátor / Chyba ve výrazu: Neočekávaný operátor / Chyba ve výrazu: Neočekávaný operátor / Chyba ve výrazu: Neočekávaný operátor / Chyba ve výrazu: Neočekávaný operátor / -1.0000-0 | 105571 Q26780188  | Kategorie „Lípy v Přepeřích“ na Wikimedia Commons                                       | V centru obce v jižní části návsi u památníku padlým v 1. světové válce |
| Maníkovické duby                   |         | Ptýrov 50°30′56″ s. š., 14°55′49″ v. d.                          | dub letní (8)                         | 600 | 103828 Q26780227  | Kategorie „Duby letní u Maníkovic (Ptýrov)“ na Wikimedia Commons                        | 8 dubů na louce u silnice Maníkovice – Klášter Hradiště nad Jizerou, obvody 350–600 cm, dřevěné plastiky. V aleji kolem Maníkovic mnoho dalších vzrostlých dubů. |
| Lípa u fary                        |         | Skalsko 50°25′40″ s. š., 14°45′31″ v. d.                         | lípa velkolistá                       | 390 | 106432            |                                                                                         | |
| Lípa srdčitá ve Slivínku           |         | Slivínko 50°18′14″ s. š., 14°43′53″ v. d.                        | lípa malolistá                        | 410 | 106566            |                                                                                         | Ve vesnici Slivínko. |
| Lípy ve Strážišti                  |         | Strážiště u Jiviny 50°35′35″ s. š., 14°55′48″ v. d.              | lípa malolistá (7)                    | & Chyba ve výrazu: Neočekávaný operátor / Chyba ve výrazu: Neočekávaný operátor / Chyba ve výrazu: Neočekávaný operátor / Chyba ve výrazu: Neočekávaný operátor / Chyba ve výrazu: Neočekávaný operátor / Chyba ve výrazu: Neočekávaný operátor / Chyba ve výrazu: Neočekávaný operátor / Chyba ve výrazu: Neočekávaný operátor / Chyba ve výrazu: Neočekávaný operátor / Chyba ve výrazu: Neočekávaný operátor / Chyba ve výrazu: Neočekávaný operátor / Chyba ve výrazu: Neočekávaný operátor / Chyba ve výrazu: Neočekávaný operátor / Chyba ve výrazu: Neočekávaný operátor / Chyba ve výrazu: Neočekávaný operátor / -1.0000-0 | 103780 Q26780226  |                                                                                         | Na návsi. |
| Buk v Ujkovicích                   |         | Ujkovice 50°22′2″ s. š., 15°5′26″ v. d.                          | buk lesní                             | 452 | 103825 Q26788882  |                                                                                         | Na stráni u rybníka, nejlépe od dubu pokračovat po cestě a vpravo na okraji lesa. V roce 2007 byla jedna z kosterních větví odlomená. Při kontrole 10. 4. 2012 byla odlomená celá koruna - leží pod strání v porostu. Živých je několik drobnějších větví vyrážejících z kmene. |
| Lípa v Sudoměři                    |         | Sudoměř 50°26′41″ s. š., 14°44′30″ v. d.                         | lípa malolistá                        | 482 | 103769 Q26788761  |                                                                                         | Na návsi, při silnici u vjezdu do obce. |
| Masarykova lípa v Týnci            |         | Týnec u Dobrovic 50°23′6″ s. š., 14°58′38″ v. d.                 | lípa malolistá                        | 120 | 106539            |                                                                                         | Roste v poli, na jednom z nejvyšších míst v okolí. |
| Dub v Ujkovicích                   |         | Ujkovice 50°21′54″ s. š., 15°5′49″ v. d.                         | dub letní                             | 800 | 103826 Q11877799  | Kategorie „Ujkovický dub“ na Wikimedia Commons                                          | Na bývalých valech dvora. Vitální, dobře olistěný strom se zastřešeným otvorem do dutiny po kosterní větvi sahající až do dutiny centrální. |
| Lípa malolistá †                   |         | Ujkovice 50°21′55″ s. š., 15°5′51″ v. d.                         | lípa malolistá                        | & Chyba ve výrazu: Neočekávaný operátor / Chyba ve výrazu: Neočekávaný operátor / Chyba ve výrazu: Neočekávaný operátor / Chyba ve výrazu: Neočekávaný operátor / Chyba ve výrazu: Neočekávaný operátor / Chyba ve výrazu: Neočekávaný operátor / Chyba ve výrazu: Neočekávaný operátor / Chyba ve výrazu: Neočekávaný operátor / Chyba ve výrazu: Neočekávaný operátor / Chyba ve výrazu: Neočekávaný operátor / Chyba ve výrazu: Neočekávaný operátor / Chyba ve výrazu: Neočekávaný operátor / Chyba ve výrazu: Neočekávaný operátor / Chyba ve výrazu: Neočekávaný operátor / Chyba ve výrazu: Neočekávaný operátor / -1.0000-0 | 105136 Q26789696  |                                                                                         | Od 1. ledna 1985 evidován jako zaniklý. Ochrana zrušena 15.08.2023. |
| Vinecké lípy †                     |         | Vinec 50°24′3″ s. š., 14°51′40″ v. d.                            | lípa malolistá (4)                    | & Chyba ve výrazu: Neočekávaný operátor / Chyba ve výrazu: Neočekávaný operátor / Chyba ve výrazu: Neočekávaný operátor / Chyba ve výrazu: Neočekávaný operátor / Chyba ve výrazu: Neočekávaný operátor / Chyba ve výrazu: Neočekávaný operátor / Chyba ve výrazu: Neočekávaný operátor / Chyba ve výrazu: Neočekávaný operátor / Chyba ve výrazu: Neočekávaný operátor / Chyba ve výrazu: Neočekávaný operátor / Chyba ve výrazu: Neočekávaný operátor / Chyba ve výrazu: Neočekávaný operátor / Chyba ve výrazu: Neočekávaný operátor / Chyba ve výrazu: Neočekávaný operátor / Chyba ve výrazu: Neočekávaný operátor / -1.0000-0 | 103813 Q107278844 | Kategorie „Vinecké lípy“ na Wikimedia Commons                                           | Na křižovatce za hřbitovem. Prosychající stromy ve špatném stavu. Ochrana zrušena v lednu 2013. |
| Dub u Vlkavy                       |         | Vlkava 50°16′11″ s. š., 14°57′22″ v. d.                          | dub letní                             | 545 | 103824 Q26788881  | Kategorie „Dub u Vlkavy“ na Wikimedia Commons                                           | Západní cíp Vlkavského rybníka |
| Dub letní u Vlkavského rybníka     |         | Vlkava 50°16′12″ s. š., 14°57′23″ v. d.                          | dub letní                             | 296 | 106520            |                                                                                         | Severně od stromu se nachází rybník Vlkava, jižně od stromu je oplocená orná půda. |
| Lípy u Vlkavy †                    |         | Vlkava 50°16′31″ s. š., 14°58′58″ v. d.                          | lípa malolistá (2)                    | & Chyba ve výrazu: Neočekávaný operátor / Chyba ve výrazu: Neočekávaný operátor / Chyba ve výrazu: Neočekávaný operátor / Chyba ve výrazu: Neočekávaný operátor / Chyba ve výrazu: Neočekávaný operátor / Chyba ve výrazu: Neočekávaný operátor / Chyba ve výrazu: Neočekávaný operátor / Chyba ve výrazu: Neočekávaný operátor / Chyba ve výrazu: Neočekávaný operátor / Chyba ve výrazu: Neočekávaný operátor / Chyba ve výrazu: Neočekávaný operátor / Chyba ve výrazu: Neočekávaný operátor / Chyba ve výrazu: Neočekávaný operátor / Chyba ve výrazu: Neočekávaný operátor / Chyba ve výrazu: Neočekávaný operátor / -1.0000-0 | 103823 Q76810126  |                                                                                         | Dvě památné lípy při silnici Vlkava-Loučeň. Ochrana stromů zrušena 11. srpna 2023. |
| Lípa malolistá                     |         | Všejany 50°15′22″ s. š., 14°57′22″ v. d.                         | lípa malolistá                        | 377 | 103822 Q26788879  |                                                                                         | u parku před školou |
| Jírovec u Zamach                   |         | Zamachy 50°22′57″ s. š., 14°42′59″ v. d.                         | jírovec maďal                         | 485 | 103797 Q26788861  |                                                                                         | Krásný, mohutný, solitérní strom, koruna rozvětvuje z jednoho místa. Jeden z nejhezčích. na křižovatce silnic na Kadlín a Mělnické Vtelno, jižně od obce. |
| Lípa u Mašků v Zamachách           |         | Zamachy 50°23′2″ s. š., 14°43′13″ v. d.                          | lípa malolistá                        | 678 | 103821 Q26788878  |                                                                                         | Na dvoře čp.1. Prastarý strom se naprosto dutým kmenem, s mohutnými adventivními kořeny. Koruna je tvořena pouze jednou silnou větví, která má na svrchní straně také dutinu, odtud také vymlazuje. Dutiny byly v minulosti zakryty stříškami dnes rozpadlými, tabule se znakem poškozená.                                                                                                  |
| Lípy v Podhradí                    |         | Zvířetice 50°28′4″ s. š., 14°55′4″ v. d.                         | lípa malolistá (2)                    | & Chyba ve výrazu: Neočekávaný operátor / Chyba ve výrazu: Neočekávaný operátor / Chyba ve výrazu: Neočekávaný operátor / Chyba ve výrazu: Neočekávaný operátor / Chyba ve výrazu: Neočekávaný operátor / Chyba ve výrazu: Neočekávaný operátor / Chyba ve výrazu: Neočekávaný operátor / Chyba ve výrazu: Neočekávaný operátor / Chyba ve výrazu: Neočekávaný operátor / Chyba ve výrazu: Neočekávaný operátor / Chyba ve výrazu: Neočekávaný operátor / Chyba ve výrazu: Neočekávaný operátor / Chyba ve výrazu: Neočekávaný operátor / Chyba ve výrazu: Neočekávaný operátor / Chyba ve výrazu: Neočekávaný operátor / -1.0000-0 | 103782 Q26780218  | Kategorie „2 Tilia cordata in Zvířetice“ na Wikimedia Commons                           | Ve vsi Podhradí, naproti domu čp. 30. OS (1995) odlehčení koster.větví, zdrav.řez, vazba, ošetř. starých poranění |
| Havlíčkův dub                      |         | Žďár u Mnichova Hradiště 50°32′20″ s. š., 15°5′36″ v. d.         | dub letní                             | 320 | 105539 Q26790117  | Kategorie „Havlíček´s oak in Žďár“ na Wikimedia Commons                                 | V polích mezi silnicí Žďár-Žehrov, Žehrovkou a Mlýnským náhonem |
| Lípa u rybářů                      |         | Žďár u Mnichova Hradiště 50°32′34″ s. š., 15°5′13″ v. d.         | lípa malolistá                        | 313 | 105516 Q26790094  | Kategorie „Tilia by fishermen“ na Wikimedia Commons                                     | Na louce u budovy rybářů ČRS |
| Dub na Zezuláku                    |         | Žehrov 50°32′0″ s. š., 15°5′ v. d.                               | dub letní                             | 375 | 103819 Q26788877  |                                                                                         | Les. odd 7, hráz rybníka Zezuláku |
| Dub v Dubech                       |         | Žehrov 50°31′45″ s. š., 15°5′34″ v. d.                           | dub letní                             | 542 | 103766 Q26788755  | Kategorie „Dub v Dubech“ na Wikimedia Commons                                           | V Žehrovské oboře, na území PP V dubech |
| Duby v Rohanské oboře              |         | Žehrov 50°31′36″ s. š., 15°5′23″ v. d.                           | dub letní (5)                         | & Chyba ve výrazu: Neočekávaný operátor / Chyba ve výrazu: Neočekávaný operátor / Chyba ve výrazu: Neočekávaný operátor / Chyba ve výrazu: Neočekávaný operátor / Chyba ve výrazu: Neočekávaný operátor / Chyba ve výrazu: Neočekávaný operátor / Chyba ve výrazu: Neočekávaný operátor / Chyba ve výrazu: Neočekávaný operátor / Chyba ve výrazu: Neočekávaný operátor / Chyba ve výrazu: Neočekávaný operátor / Chyba ve výrazu: Neočekávaný operátor / Chyba ve výrazu: Neočekávaný operátor / Chyba ve výrazu: Neočekávaný operátor / Chyba ve výrazu: Neočekávaný operátor / Chyba ve výrazu: Neočekávaný operátor / -1.0000-0 | 103820 Q26780220  |                                                                                         | Rohanská obora 45 b6, u rybníka Soufark, vlevo od příjezdové cesty |